# تسمية الأعوام في دولة الإمارات
تسمية الأعوام هي ظاهرة أصبحت تقليدية في دولة الإمارات، إذ يجري إطلاق اسم خاص على كل عام، بحيث يعكس أحداثاً أو قيماً معينة في المجتمع. وقد بدأ تاريخ تسمية الأعوام في الإمارات عندما أطلق رئيس الدولة الراحل الشيخ خليفة بن زايد آل نهيان عام 2015 ليكون "عام الابتكار"، وقد اختلفت أسماء هذه الأعوام بدلالاتها، من إيجابية مثل "عام الخير" أو "عام التسامح"، إلى أسماء تعكس التحديات أو الأوقات الصعبة، وبات هذا التقليد يُعتبر جزءاً من الهوية الوطنية. كما جذبت هذه الظاهرة مشاركات واسعة من جميع فئات المجتمع، فحين يجري الإعلان عن اسم عام جديد، يُشجع الأفراد والمؤسسات على المشاركة في الفعاليات والنشاطات التي تتماشى مع اسم العام، وأيضاً تهدف تسمية الأعوام إلى تعزيز القيم الإنسانية من خلال تنفيذ المشاريع والمبادرات التي تعكس هذه القيم. وكان لتسمية الأعوام دور أيضاً في تعزيز السياحة والاقتصاد، حيث يجري تنظيم الفعاليات والمهرجانات التي تستقطب السياح وتنعش القطاعات الاقتصادية.

## قائمة أسماء الأعوام في دولة الإمارات

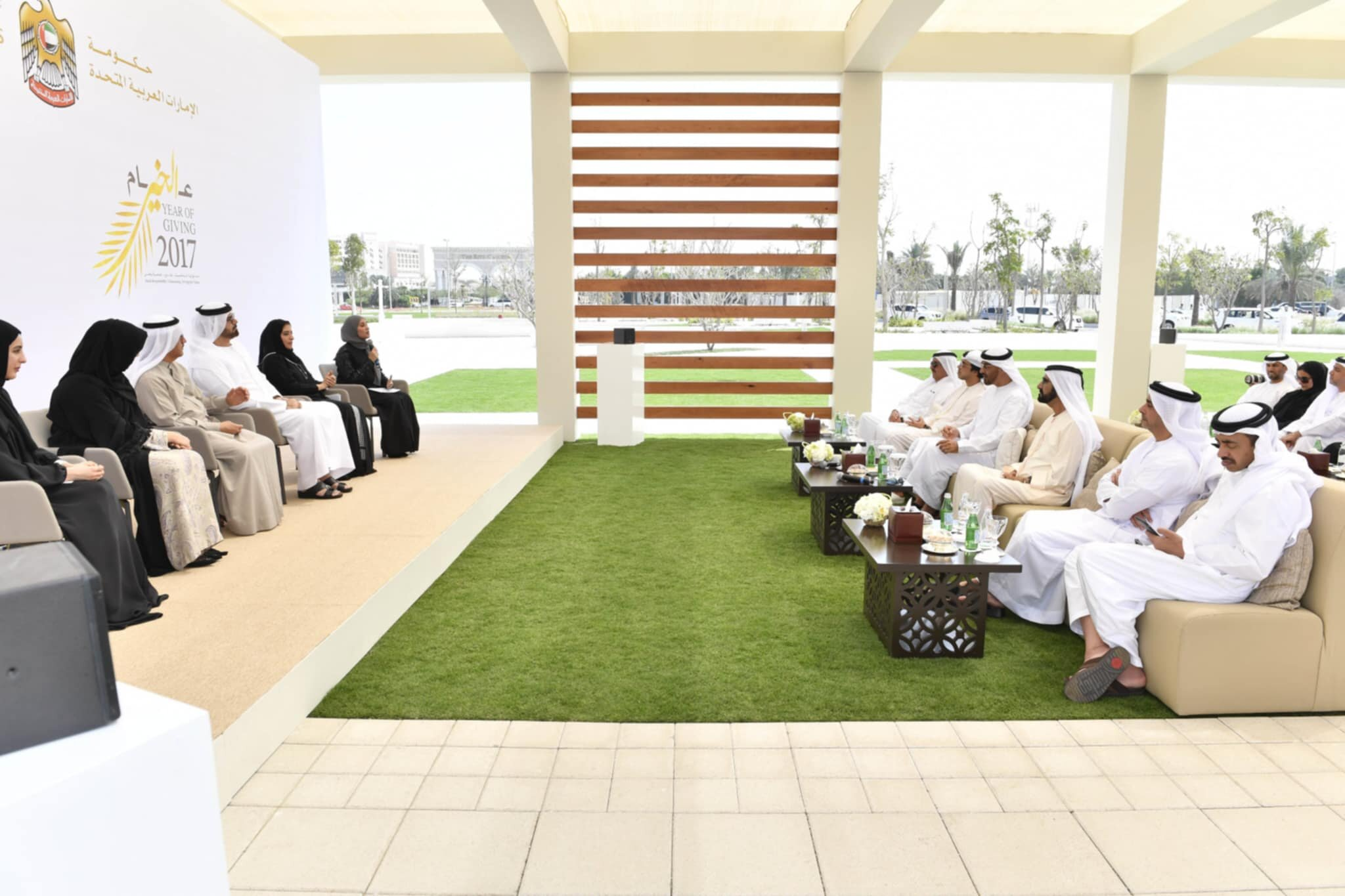
جانب من خلوة الخير عام 2017، بحضور الشيخ محمد بن زايد آل نهيان والشيخ محمد بن راشد آل مكتوم

- 2013، عام التوطين: تُعد سياسة التوطين في الإمارات مبادرة حكومية أُطلقت بهدف إيجاد وظائف مناسبة للمواطنين وتمكينهم اقتصادياً، وفي هذا الإطار أعلن مجلس الوزراء في نهاية عام 2012 أن العام 2013 سيكون "عام التوطين"،[2] مكرّساً لتعزيز توظيف المواطنين، حيث تضمن الإعلان إطلاق حزمة من المبادرات والبرامج لإيجاد فرص عمل للمواطنين،[3] وأبرز هذه المبادرات مبادرة "أبشر" لتوفير 20 ألف وظيفة للمواطنين خلال خمس سنوات،[4] واعتماد وثيقة قيم وسلوك المواطن الإماراتي لتعزيز الوعي بالمسؤوليات الوطنية،[5] كما تم دفع جهود توطين الوظائف في القطاع الحكومي بنسب وصلت إلى 100% في بعض الوزارات،[6] وركّزت وزارة التربية والتعليم على توطين الإدارات التربوية واستحداث وظيفة المرشد الأكاديمي،[6] وبرز أيضاً تمكين المرأة، إذ بلغت نسبة المواطنات في القطاع الحكومي نحو78%،[6] ورغم تخصيص هذا العام ليكون عاماً للتوطين إلا أن تسمية الأعوام الرسمية بدأت منذ العام 2015.

- 2015، عام الابتكار:[7] في هذا العام كان التوجه لجميع المؤسسات الاتحادية بالبدء بمراجعة السياسات الحكومية، بهدف خلق بيئة محفّزة للابتكار، بهدف الوصول بدولة الإمارات إلى المراكز الأولى عالمياً في هذا المجال.
- 2016، عام القراءة:[8][9] جرى التوجيه بوضع إطار وطني متكامل لتخريج جيل قارئ، وتم استقطاب نحو 1500 فعالية للقراءة في هذا العام،[10] شارك فيها مختلف فئات المجتمع الإماراتي، كما تم إطلاق صندوق وطني لدعم مشاريع ومبادرات القراءة، بالإضافة إلى إصدار القانون الوطني للقراءة.
- جانب من خلوة الخير عام 2017، بحضور الشيخ محمد بن زايد آل نهيان والشيخ محمد بن راشد آل مكتوم2017، عام الخير:[11] وفيه تم إطلاق مئات المبادرات الإنسانية، التي تخدم قضايا خيرية داخل الدولة وخارجها، كما وضعت 10 أنظمة جديدة مستدامة في مجالات التطوّع، والمسؤولية المجتمعية للشركات، وتطوير الدور التنموي للمؤسسات الإنسانية، كما تم إنجاز "المنصة الذكية للمسؤولية المجتمعية للشركات".[12] و"المُؤشر الوطني للمسؤولية المجتمعية"[13] و"مبادرة العمل التطوعي التخصصي"، إلى جانب مبادرة "إشراك موظفي الحكومة في العمل التطوعي"، و"فرص العطاء في الجهات الحكومية".
- 2018، عام زايد:[14] وجاء هذا الإعلان بمناسبة مرور 100 عام على ميلاد الشيخ زايد بن سلطان آل نهيان، وذلك لإبراز دوره في تأسيس وبناء دولة الإمارات، وشهد هذا العام سلسلة من الفعاليات والمبادرات المحلية والعالمية.
- 2019، عام التسامح:[15] وكانت الغاية من هذه التسمية لإبراز الدولة كعاصمة عالمية للتسامح، والتأكيد على أن هذه القيمة هي عمل مؤسسي مستدام، الغاية منه تعزيز قيم التسامح والحوار مع الآخر والانفتاح على جميع الثقافات.
- 2020، الاستعداد للخمسين:[16] حل هذا العام في ظروف استثنائية نتيجة تفشي فيروس كورونا، ورغم ذلك شهد هذا العام إطلاق دولة الإمارات لمسبار الأمل لاستكشاف المريخ،[17] والكشف عن مشروع القمر الصناعي الجديد " MBZ- Sat"،[18] وفيما يتعلق بالجائحة، حققت الإمارات نجاحاً مميزاً في تطبيق التعلُّم عن بعد، وأصبحت أول دولة في العالم يتجاوز فيها عدد الفحوصات من هذا الفيروس العدد الإجمالي للسكان في ذلك العام.[19]
- 2021، 2022، عام الخمسين: وجاء احتفاءً بالذكرى الخمسين لتأسيس دولة الإمارات، وتم في هذا العام إطلاق مبادئ الخمسين العشر، وانطلاق إكسبو 2020 دبي بمشاركة 192 دولة،[20] وإطلاق الاستراتيجية الوطنية للصناعة والتكنولوجيا المتقدمة "مشروع 300 مليار"،[21] كما تم إطلاق أضخم مشروع لتطوير التشريعات والقوانين الاتحادية التي تضمن أكثر من 40 قانوناً، وبدء التشغيل "لبراكة" أول محطة نووية عربية سلمية،[22] بالإضافة إلى وصول مسبار الأمل الإماراتي إلى مدار كوكب المريخ.[23]
- 2023، 2024، عام الاستدامة:[24] كانت الغاية من التسمية، هي تشجيع ممارسات الاستدامة والعمل الجماعي، مع اعتماد شعار "اليوم للغد"، والتركيز على تعزيز 3 سلوكيات وهي: الاستهلاك المسؤول، الحفاظ على البيئة، وتحفيز العمل الجماعي لمواجهة تغيير المناخ.
- 2025، عام المجتمع: بدأ العام تحت شعار "يداً بيد"،[25] في مبادرة وطنية تهدف إلى تعزيز الروابط الأسرية والمجتمعية وترسيخ قيم التعاون والانتماء، ويسعى هذا العام إلى تمكين الأفراد وتفعيل المبادرات التي تجمع بين الحفاظ على التراث الثقافي وتشجيع الابتكار وريادة الأعمال، ومن المتوقع إطلاق برامج تدريبية وورش عمل لتعزيز المهارات وتنمية المواهب، بالإضافة إلى حملات تطوعية وخدمات مجتمعية تسهم في دعم الفئات المحتاجة وتعزيز التكافل الاجتماعي، كما تركز المبادرة على بناء بيئة شاملة تحفز المشاركة المجتمعية وتدعم المشاريع الثقافية والتعليمية والصحية.[26]